# Brożyna
Brożyna (niem. Karlsberg, 570 m n.p.m.) – góra w środkowej części Gór Ołowianych, kończąca niewielki grzbiecik odchodzący na południe od Ołowianej, w paśmie Gór Kaczawskich. 
Zbudowana jest z zieleńców i łupków zieleńcowych oraz łupków kwarcowo-skaleniowych, amfibolitów, fyllitów i fyllitów grafitowych.
Masyw Brożyny przecinają dwie żyły kwarcowe z okruszcowaniem polimetalicznym. Ich przebieg dokumentują zasypane szybiki oraz hałdy skał płonnych.
Strome zbocza południowe opadają do przełomowej doliny Bobru.
Zbocza i szczyt są zarośnięte lasem świerkowym.